# Liptovské Beharovce
Liptovské Beharovce (allemand : Beharz in der Liptau, hongrois : Behárfalu) est un village de Slovaquie situé dans la région de Žilina.

## Histoire
La première mention écrite du village date de 1295.

## Démographie

### Évolution de la population
| Année:               | 1994. | 2004.    | 2014.    | 2024.    |
| -------------------- | ----- | -------- | -------- | -------- |
| Nombre de personnes: | 52    | 59       | 71       | 90       |
| Différence:          |       | +13,46 % | +20,33 % | +26,76 % |

| Année:               | 2023. | 2024.   |
| -------------------- | ----- | ------- |
| Nombre de personnes: | 84    | 90      |
| Différence:          |       | +7,14 % |